# Kar2ouche
Kar2ouche là một sản phẩm phần mềm giáo dục được phát triển bởi Immersive Education, một dự án hợp tác giữa Đại học Oxford và Intel bắt đầu vào năm 1999. Năm 2001, Kar2ouche đã giành được Giải thưởng Tài nguyên Giáo dục của British Educational Suppliers Association (BESA) về CNTT-TT.
Immersive Education được thành lập bởi Ian Maber, cựu Giám đốc Sáng tạo của Sony Psygnosis và sau đó là Giám đốc Sáng tạo của Elixir Game Studios.